# Europa EP
Europa EP é um extended play da banda de rock irlandesa U2, lançado em 13 de abril de 2019. O material gravado é um remix de versões ao vivo, durante a turnê Experience + Innocence Tour (2018), incluindo o discurso de Charlie Chaplin, no filme The Great Dictator (1940).

## Lançamento e gravação
A divulgação de lançamento do EP foi anunciado através do site oficial da banda, como também pelas contas no Instagram e Facebook. O material lançado vem em decorrência da turnê Experience + Innocence Tour (2018), com o material sendo disponibilizado em lojas online pelas Island e Universal Records, em comemoração ao Record Story Day.

## Conteúdo
O título e a capa do EP, foi referente aos shows da turnê Experience Tour na Europa. O lado A do disco vem acompanhado de um mashup das canções "Love Is All We Have Left" (2017) com "Zooropa" (1993), ganhando uma performance ao vivo de "New Year's Day" (1983), gravada em 5 de novembro de 2018, na cidade de Dublin, Irlanda. O lado B é composto por dois remixes eurodance, contendo também a versão original de "New Year's Day", remixada pelo grupo inglês St. Francis Hotel; e a canção "Love Is All We Have Left", mixado pelo DJ britânico Jon Pleased Wimmin. A capa do álbum é uma homenagem à obra de arte de Chaplinesque, com a figura Charlie Chaplin durante o filme The Great Dictator (1940), e a capa do álbum Zooropa (1993), em comemoração ao 130º aniversário, que aconteceu em 16 de abril de 2019.

## Lista de faixas
| Lado A |                                                                      |                                          |         |  |
| N.º    | Título                                                               | Gravado em                               | Duração |  |
| 1.     | "Love Is All We Have Left" (Intro – Chaplin Speech)/"New Year's Day" | 3Arena, Dublin, em 5 de novembro de 2018 | 8:31    |  |

| Lado B         |                                                                |         |  |
| N.º            | Título                                                         | Duração |  |
| 1.             | "New Year’s Day" (St Francis Hotel Remix)                      | 5:04    |  |
| 2.             | "Love Is All We Have Left" (Jon Pleased Wimmin Euromantic Mix) | 5:38    |  |
| Duração total: | Duração total:                                                 | 19:21   |  |

## Paradas musicais
| País/Parada (2019)                       | Melhor posição |
| ---------------------------------------- | -------------- |
| Estados Unidos (Tastemaker Albums)       | 16             |
| Estados Unidos (Top Current Album Sales) | 33             |
| Estados Unidos (Vinyl Albums)            | 15             |

## Créditos
U2
- Bono – vocal
- The Edge – guitarra, backing vocal, teclado
- Adam Clayton – baixo
- Larry Mullen Jr. – bateria, percussão

Performance adicional
- Andy Barlow – teclado, programação, design sonoro (faixa 3)

Técnica
- Alastair McMillan – gravação (faixa 1)
- Paul Thomas – Engenharia de áudio (faixa 2)
- Andrea Lepori –  engenharia adicional (faixa 1), mixagem (faixa 2)
- St Francis Hotel – produção (faixa 1), remixagem (faixa 2)
- Steve Lillywhite – produção (faixa 2)
- Kevin Killen – assistência de engenharia (faixa 2)
- Jon Pleased Wimmin – remixagem (faixa 3)
- Andy Barlow – produção, engenharia, mixagem (faixa 3)
- Alex Bailey – assistência de mixagem (faixa 3)
- Dawn Kenny – crédito adicional (faixa 3)
- Scott Sedillo – masterização de áudio (faixas 1, 2, 3)
- Shaughn McGrath – arte da capa
- Gavin Friday – direção criativa
- Nadine King – direção produtiva